# Israel (singolo)
Israel è un singolo del gruppo musicale britannico Siouxsie and the Banshees, pubblicato il 28 novembre 1980. 

## Il singolo
Pubblicato come singolo tra gli album Kaleidoscope del 1980 e Juju del 1981, Israel è uscito il 28 novembre 1980 raggiungendo la quarantunesima posizione delle classifiche inglesi.
Il singolo è uscito in 7" e in versione promozionale in 12" (nelle due versioni la lunghezza delle tracce non cambia) ed è stato prodotto da Nigel Gray e dal gruppo.
I Banshees, con la collaborazione alla chitarra di Robert Smith dei The Cure, pubblicano il loro primo doppio album dal vivo NOCTURNE.  Nel doppio album live NOCTURNE pubblicato nel 1983 dalla Polydor Record, Israel è il primo brano subito dopo l'intro, un passaggio della Sagra della Primavera di Stravinskji. 
La canzone fu scritta come risposta ai membri di gruppi di estrema destra che si presentavano ai concerti. Siouxie nel primo periodo della sua carriera esibiva spesso svastiche come era d'uso nella comunità punk negli anni '70 (Sid Vicious, bassista dei Sex Pistols, fu inoltre il primo batterista dei Banshees). 

### Video
Girato durante la prima metà di novembre del 1980, registra la prima apparizione di McGeoch col gruppo e dei famosi stivali lunghezza coscia in pelle di Siouxsie. La performance della band simula in tutto e per tutto un'esibizione dal vivo, ma in realtà è stata girata in playback al Brixton Academy di Londra durante le prove per l'imminente tour. Il taglio di capelli di Siouxsie è un insolito caschetto portato anche nel successivo tour. Come era solita fare durante l'esecuzione dal vivo, la cantante scuote un sonaglio ritmico. Il video finisce con un'immagine ravvicinata della sua maglietta con una stella di David, simbolo che compare sull'etichetta del singolo che la band stava promuovendo dopo la sua pubblicazione.

### Versioni
- 28-nov-1980 – 45gg, Polydor 2059 302, Regno Unito[2]. Questa versione è pubblicata come singolo con Red Over White come lato B e co-prodotta da Nigel Gray. Israel è stata inclusa nella raccolta Once Upon a Time: The Singles del 1981, e rimasterizzata su The Best of Siouxsie and the Banshees del 2002 e inclusa come bonus track nella riedizione di Kaleidoscope del 2006.
- 28-nov-1980 – 45gg, Polydor POSPX 205, Regno Unito[3].

### Cover
- I francesi Nouvelle Vague hanno incluso una cover del brano nel loro album Bande à part del 2006.

## Tracce
Testi di Sioux, musiche di Siouxsie and the Banshees.
Lato A
1. Israel - 4:54

Lato B
1. Red Over White - 4:31

## Formazione
- Siouxsie Sioux – voce
- John McGeoch – chitarra
- Steven Severin – basso
- Budgie – batteria

## Classifiche
| Classifica (1981)      | Posizione massima |
| ---------------------- | ----------------- |
| Regno Unito            | 41                |
| U.S. Club Play Singles | 73                |